# Thánh vịnh 151
Thánh Vịnh 151 là một bài thánh vịnh ngắn được tìm thấy trong hầu hết các bản sao của Bản Bảy Mươi (LXX),  nhưng không có trong Bản văn Masoretes của Kinh thánh tiếng Hê-bơ-rơ. Tựa đề được đặt cho bài thánh vịnh này trong bản Bảy Mươi cho thấy rằng nó là phần thừa vì không có con số nào được thêm vào nó. Thánh vịnh này được gán cho David. Nó cũng được bao gồm trong một số bản viết tay của bản dịch Peshitta . Thánh vịnh ấy có liên quan đến câu chuyện của David và Goliath.

## Bản văn
Tiêu đề của thánh vịnh này nói rằng nó được viết bởi David sau trận chiến với Goliath. Thánh vịnh này giả định sự quen thuộc với các đoạn Kinh thánh khác, từ đó nó rút ra cách diễn đạt.
Nằm ngoài các Thánh vịnh đã đánh số, Thánh vịnh thủ bút này viết về Đa-vít hồi ông một mình chiến đấu với Gô-li-át

1 Nhỏ bé giữa các anh,

   phận út nhà thân phụ.

chiên thân phụ, tôi chăn.

2 Tự tay chế tác cây đàn,

  ngón tay hoà quyện nhịp nhàng tiếng tơ.

3 Ai báo cho Đức Chúa tôi?

  Chính Người, Đức Chúa, chính Người sẽ lắng nghe.

4 Vị thiên sứ của Người

  đích thân Người sai đến;

  đàn chiên của phụ thân,

  Người lấy tôi đi khỏi;

  trên thân tôi, Người xức

  dầu tấn phong của Người.

5 Các anh tôi điển trai, cao lớn

  lại không được Đức Chúa hài lòng!

6 Tôi tiến ra

  đương đầu với gã ngoại bang.

  Lấy danh ngẫu tượng, hắn nguyền rủa tôi.

7 Nhưng tôi,

  gươm hắn, tôi tuốt trần,

  chặt phăng thủ cấp hắn,

  cất hết nỗi nhục nhằn

  cho con cái Ít-ra-en.
Thánh vịnh 151 được bảo tồn bằng tiếng Do Thái, tiếng Hy Lạp (LXX) và tiếng Syriac.